# Хауг, Мартин
Мартин Хауг (нем. Martin Haug; 30 января 1827, Остдорф — 3 июня 1876, Бад-Рагац) — немецкий востоковед, иранист и санскритолог, внёсший особый вклад в авестологию.

## Биография
Родился в районе города Балингена, учился санскриту в Тюбингенском университете. Получив достаточное образование, работал преподавателем санскрита в колледже индийского города Пуна, где он мог иметь непосредственные контакты с парсийской общиной Индии. Благодаря научным работам Мартина Хауга, посвящённым Авесте, с его именем связана научная теория о том, что Гаты написаны на более старом диалекте, чем другие части Авесты.